# Rio de Janeiro Challenger 1995
Il Rio de Janeiro Challenger 1995 è stato un torneo di tennis facente parte della categoria ATP Challenger Series nell'ambito dell'ATP Challenger Series 1995. Il torneo si è giocato a Rio de Janeiro in Brasile dal 7 al 13 agosto 1995 su campi in cemento.

## Vincitori

### Singolare
Nicolás Pereira ha battuto in finale  João Cunha e Silva con il punteggio di 7–5, 6–3

### Doppio
João Cunha e Silva /  Óscar Ortiz hanno battuto in finale  Jean-Philippe Fleurian /  Nicolás Pereira con il punteggio di 7–5, 4–6, 6–1